# Les Saveurs du palais
Les Saveurs du palais is een Franse film van Christian Vincent die werd uitgebracht in 2012.
Het scenario is vrij gebaseerd op het leven van Danièle Mazet-Delpeuch, ex-kokkin van François Mitterrand. 

## Verhaal
Hortense Laborie is een zelfzekere chef-kok die een beroemd restaurant uitbaat in de Périgord. Haar succesrijke kookkunst is gebaseerd op de recepten van haar moeder en haar grootmoeder. Ze is stomverbaasd wanneer ze op een dag aangesteld wordt als de privékok van de Franse president. Ze heeft tot taak de kleine ploeg te leiden die zijn persoonlijke maaltijden in het Élysée verzorgt. Al gauw vallen haar oer-Franse authentieke en succulente gerechten in de smaak van de president, wat de afgunst van haar collega's van de centrale keuken opwekt.    

## Rolverdeling
| Acteur             | Personage                                                        |
| ------------------ | ---------------------------------------------------------------- |
| Catherine Frot     | Hortense Laborie                                                 |
| Jean d'Ormesson    | president van Frankrijk                                          |
| Arthur Dupont      | Nicolas Bauvois, de jonge banketbakker en assistent van Hortense |
| Jean-Marc Roulot   | Jean-Marc Luchet, de maître d'hôtel van de president             |
| Hippolyte Girardot | David Azoulay, de raadgever                                      |
| Laurent Poitrenaux | Jean-Michel Salomé, de opvolger van Azoulay                      |
| Brice Fournier     | Pascal Le Piq, de chef-kok van de centrale keuken                |
| Arly Jover         | Mary, de Australische reportagemaakster                          |
| Joe Sheridan       | John, de cameraman van Mary                                      |